# أسفل يفاك

تعديل مصدري - تعديل

اسفل يفاك هي إحدى قرى عزلة سباح بمديرية سباح التابعة لمحافظة أبين، بلغ تعداد سكانها 67 نسمة حسب تعداد اليمن لعام 2004.